# Hendrik Klerk Jz.
Hendrik Klerk Jz. (Heerhugowaard, 18 mei 1882 – Leiden, 19 juli 1943) was een Nederlandse burgemeester. 

## Leven
Hendrik Klerk Jz. was een zoon van Jan Klerk en Neeltje Kuit. Hendrik huwde op 24 april 1906 in Beemster met Maartje Bakker. Na haar overlijden huwde hij in 1911 met Maartje Couwenhoven. Na zijn carrière als commies secretaire en gemeentesecretaris werd Hendrik op 16 maart 1916 benoemd tot burgemeester van Krommenie. Op 26 maart 1938 werd hij eervol ontslagen. 
Hendrik Klerk opende op 12 september 1931 het Agathepark te Krommenie. Dit park is tussen 1929 en 1931 (de crisistijd) aangelegd als werkgelegenheidsproject. 
Hendrik Klerk overleed op 61-jarige leeftijd in Leiden als gevolg van een ongeval.